# یواس‌اس هانیساکل (۱۸۶۲)
یواس‌اس هانیساکل (۱۸۶۲) (به انگلیسی: USS Honeysuckle (1862)) یک کشتی بود که طول آن ۱۲۳ فوت (۳۷ متر) بود. این کشتی در سال ۱۸۶۲ ساخته شد.